# Foe (romanzo)
Foe è un romanzo dell'autore Premio Nobel 2003 J. M. Coetzee, pubblicato nel 1986.

Il libro riprende le avventure di Robinson Crusoe, romanzo di Daniel Defoe. Coetzee, nel libro, chiama sempre "Foe" lo scrittore; solo nella quarta e ultima parte mette il nome per intero

## Trama
Susan Barton è una donna inglese che si imbarca alla ricerca della figlia, scomparsa durante un viaggio in mare. Ritornando da Bahia, in Brasile, nella nave su cui viaggia avviene un ammutinamento, e i marinai la lasciano alla deriva in una zattera con il corpo morto del capitano della quale lei era amante.
Susan nuota fino a raggiungere un'isola dove incontra un naufrago inglese, Cruso, e un uomo nero, Venerdì, che però ha la lingua mutilata e non può parlare.
Il passaggio di una nave mercantile segna il loro salvataggio ma Cruso, malato e depresso, muore durante il viaggio mentre Susan e Venerdì arrivano in Inghilterra.
Ormai salva, Susan desidera scrivere la sua avventura, "The Female Castaway", in modo che questa abbia vita per sempre ma ben presto si rende conto di non esserne in grado e perciò cerca di contattare uno scrittore, Foe.
Lei inizia a mandargli delle lettere dove racconta la sua esperienza ma lo scrittore è irraggiungibile poiché si sta nascondendo a causa di alcuni debiti. Un giorno, per caso, Foe legge una lettera di Susan e decide di scrivere il romanzo. Foe, che essendo uno scrittore conosce i canoni letterari e il gusto dei lettori, ritiene che la storia di Susan sia troppo noiosa e per questo cerca degli artifici per renderla più interessante come il ricongiungimento della madre con la figlia perduta.
Susan, che credeva che la sua storia, anche se scritta da un altro, potesse rimanere vera, si rende conto dell'impossibilità di scriverla oggettivamente.
Il romanzo finisce con un narratore anonimo che ripensa alla storia così come noi la conosciamo e fa dissolvere la narrazione in un atto di rinuncia.
Il romanzo è suddiviso in quattro parti: la prima tratta le memorie di Susan; la seconda riguarda la serie di lettere che Susan invia a Foe; la terza sviluppa la relazione tra Susan e Foe e la lotta per mantenere il controllo sulla storia e sul suo significato; la quarta è concentrata sull'autore anonimo (forse identificabile anche con lo stesso Coetzee).

## Personaggi
- Susan Barton, di origine francese, è la narratrice sia della storia, sia dei moltissimi pensieri che le affollano la mente. Dapprima amante del capitano della nave ammutinata, quindi di Cruso, forse anche di Foe, non disdegnerebbe lo stesso Venerdì: questa bramosia deriva dall'incomprensione che non riesce a superare verso i maschi presenti nel libro, fallimento di cui si rende perfettamente conto.
- Venerdì, personaggio muto che non lascia capire se sia anche menomato nella mente, oltre che a causa della lingua tagliata. Suscita continui pensieri in Susan che vorrebbe restituirgli la parola attraverso lo scritto, ma è costretta a rimanere con i suoi dubbi[2][3].
- Cruso, vive sull'isola in cui Susan fa naufragio. È un uomo che ha passato quindici anni in un lavoro inutile: costruire con pietre i terrazzi da coltivazione, quando non possiede sementi. Dal suo naufragio ha portato solo un coltello e vive al più basso livello di sopravvivenza. A Susan appare come pessimista, fatalista e disilluso.
- Foe, autore squattrinato, da cui, per ragioni misteriose, Susan si attende la scrittura di un libro di successo che farà ricchi lei e Venerdì. L'uomo delude ogni speranza, sia per i debiti che lo conducono in carcere, sia per quell'incomunicabilità che finisce nel vanificare ogni discorso.
- la ragazza sedicente Susan Barton, una giovane che, a Londra, sostiene di essere la figlia che Susan era andata a cercare in Brasile. La donna rifiuta di riconoscerla, arrivando al punto di considerarla figlia di Foe, messa in scena per rendere più fantasioso (e vendibile) il romanzo.

## Edizioni in italiano
- J. M. Coetzee, Foe, traduzione di Gianni Pilone Colombo, collana "La scala", Rizzoli, 1987,  p. 154, ISBN 88-17-67292-0.
- J. M. Coetzee, Foe, traduzione di Franca Cavagnoli, collana "ET" n. 1452, Einaudi, 2005,  p. 145, ISBN 88-06-17213-1.

## Approfondimenti
- (DE) Ton van der Steenhoven, About Coetzee’s "Foe": islands and other aspects, GRIN Verlag, 2010,  p. 16, ISBN 9783640643523.
- (EN) Daniel Milne, Of History and Herstory: Story-Telling in Coetzees 'Foe', GRIN Verlag, 2009,  p. 12, ISBN 9783640385959.
- (EN) Luise A. Finke, Daniel Defoe's 'Robinson Crusoe' and J.M. Coetzee's 'Foe': Characters in Comparison, GRIN Verlag, 2004,  p. 21, ISBN 9783638250580.
- (EN) Verena Schörkhuber, Metafiction in J.M. Coetzee's 'Foe', GRIN Verlag, 2007,  p. 28, ISBN 9783638766531.
- (EN) Christina Binter, Forms and Functions in J.M. Coetzee’s “Foe”, GRIN Verlag, 2022,  p. 16, ISBN 9783346677754.